# Бокони
Бокони (груз. ბოკონი) — село в Грузии, на территории Тианетского муниципалитета края (мхаре) Мцхета-Мтианети.

## География
Село находится в центральной части Грузии, на правом берегу реки Иори, на расстоянии приблизительно 4 километров (по прямой) к югу от посёлка городского типа Тианети, административного центра муниципалитета. Абсолютная высота — 1279 метров над уровнем моря.

## Население
По результатам официальной переписи населения 2014 года в Бокони проживало 9 человек (6 мужчин и 3 женщины). В национальной структуре населения грузины составляли 100 %.
| Год  | Население, человек |
| ---- | ------------------ |
| 2002 | 29                 |
| 2014 | ↘ 9                |